# لانسلوت ۲۰۴۱
سیارک ۲۰۴۱ (به انگلیسی: 2041 Lancelot، نامگذاری:2523P-L) دو هزار و چهل و یکمین سیارک کشف شده‌است که در ۲۴ سپتامبر ۱۹۶۰ کشف شد.
قدر مطلق سیارک برابر ۱۲٫۲۰ است.